# Konrad II. Žovneški
Konrad II. Žovneški , svobodni plemič na gradu Žovnek  in pripadnik rodbine, ki je kasneje postala znana z imenom Celjski grofje, * neznano, † 1262.
Konrad je žovneške posesti od leta 1255 upravljal skupaj z brati Ulrikom, Liutpoldom in Gebhardom. Obstaja možnost, da je sredi 13. stoletja prav on kot po imenu neznani nemški viteški lirik Der von Sounegge pisal lirične pesmi.